# Codex Hierosolymitanus
De Codex Hierosolymitanus (in Bijbelwetenschappelijke werken aangeduid met "H") is een 11e-eeuws Grieks manuscript, waarschijnlijk in Constantinopel geschreven door een verder onbekende kopiist Leo, die het dateerde op 1056. De codex werd in 1873 in een kloosterbibliotheek in Constantinopel ontdekt door Philotheos Bryennios, de metropoliet van Nicomedia, en daarom ook wel Bryennios manuscript genoemd. De aanduiding Jeruzalem codex verwijst naar de latere en huidige bewaarplaats in Jeruzalem, in de bibliotheek van het Grieks-orthodox patriarchaat van Jeruzalem, waar het onder nummer 54 wordt bewaard. 
De codex omvat 120 perkamentbladen in octavoformaat (ongeveer 19cm × 15cm). Per zijde staan ongeveer 23 delen tekst in een kolom. De codex bevat de Didachè, de Brief van Barnabas, de Eerste brief van Clemens, Tweede brief van Clemens, de lange versie van de brieven van Ignatius van Antiochië, de brief van Maria van Kassobola aan Ignatius van Antiochië en een lijst van Bijbelboeken in de volgorde van Johannes Chrysostomus. 
Bryennios publiceerde de tekst van de bekende brieven van Clemens, maar ontdekte de Didachè pas toen hij het manuscript terugstuurde. Adolf Hilgenfeld gebruikte de Codex Hierosolymitanus voor zijn eerste gedrukte versie in 1877 van de tot dan toe vrijwel onbekende Didachè. In 1877 werd ook een fotografisch facsimile uitgebracht door J. Rendel Harris.